# Oiophysella marginata
Oiophysella marginata är en insektsart som beskrevs av Burckhardt 2009. Oiophysella marginata ingår i släktet Oiophysella och familjen Peloridiidae. Inga underarter finns listade i Catalogue of Life.